# حکمت جمعی
حکمت جمعی (که با نام‌های خِرَد گروهی و هوش مشترک نیز شناخته می‌شود)، دانشی مشترک است که از طریق همکاری میان افراد و گروه‌ها به‌دست می‌آید.
هوش جمعی که گاهی به‌جای حکمت جمعی به‌کار می‌رود، در واقع بیشتر به یک فرایند تصمیم‌گیری مشترک اشاره دارد تا به حکمت جمعی. برخلاف حکمت جمعی، هوش جمعی منحصر به انسان‌ها نیست و در مورد حیوانات و گیاهان نیز کاربرد دارد. هوش جمعی اساساً بر تصمیم‌گیری بر پایه اجماع تمرکز دارد، در حالی‌که حکمت جمعی لزوماً به فرایند تصمیم‌گیری محدود نمی‌شود. حکمت جمعی پدیده‌ای انعطاف‌پذیرتر و گسترده‌تر است که بیشتر به یادگیری جمعی در گذر زمان مربوط می‌شود.

## تاریخچه
حکمت جمعی که گفته می‌شود ویژگی انسانی مشخص‌تری نسبت به هوش جمعی دارد، در آثار اولیه‌ای مانند تورات، انجیل، قرآن، آثار افلاطون، کنفوسیوس و بودا، باگاواد گیتا و همچنین افسانه‌ها و اسطوره‌های گوناگون فرهنگی دیده می‌شود.
هدف از حکمت جمعی، که از مفهوم «حقیقت جهانی» الهام می‌گیرد، این است که با درک رفتار انسان، زندگی را آسان‌تر و لذت‌بخش‌تر کند؛ در حالی‌که هدف از هوش جمعی، ساده‌تر و مفیدتر کردن زندگی از طریق به‌کارگیری دانش به‌دست‌آمده است.
در حالی‌که هوش جمعی بیشتر بر پایه‌های ریاضی و علمی استوار است، حکمت جمعی حوزهٔ معنوی رفتار و آگاهی انسان را نیز در بر می‌گیرد.
توماس جفرسون به مفهوم حکمت جمعی اشاره کرده، زمانی که گفت: «بهترین دفاع یک ملت، شهروندانی تحصیل‌کرده است».
در حقیقت، ایده‌آل یک دموکراسی آن است که دولت در صورتی بهترین عملکرد را دارد که همه در آن مشارکت داشته باشند.
فیلسوف بریتانیایی، توماس هابز، در اثر خود «لویاتان»، چگونگی رشد آگاهی جمعی بشر برای رسیدن به حکمت جمعی را به تصویر می‌کشد.
امیل دورکیم در کتاب خود «صور ابتدایی حیات دینی» (۱۹۱۲) استدلال می‌کند که جامعه ذاتاً نوعی هوش برتر به‌شمار می‌رود، چرا که از فرد فراتر می‌رود و در بستر زمان و مکان تداوم می‌یابد؛ بنابراین، به حکمت جمعی دست می‌یابد.
فیزیک‌دان پروسی قرن نوزدهم، گوستاو فخنر، از وجود آگاهی جمعی انسان‌ها دفاع می‌کرد و دورکیم را معتبرترین پژوهشگر در این حوزه می‌دانست. او همچنین به آثار کشیش یسوعی، پیر تیلهارد دو شاردن، اشاره کرده که مفهوم «نوسفر» (لایه آگاهی پیرامون زمین) را مطرح کرده بود؛ مفهومی که پیش‌زمینه‌ای برای اصطلاح «هوش جمعی» به‌شمار می‌رود.
ایده «مغز جهانی» (World Brain) که توسط اچ. جی. ولز در کتابی با همین نام ارائه شد، به‌تازگی توسط پیر لوی در کتابش با عنوان «ماشین کیهانی: خلقت، شناخت و فرهنگ رایانه‌ای» به‌طور عمیق بررسی شده است.
هاوارد بلوم در رساله‌ای با عنوان «مغز جهانی: تکامل ذهن جمعی از بیگ بنگ تا قرن بیست و یکم» به شباهت‌هایی در الگوهای سازمان‌دهی در طبیعت، عملکرد مغز انسان، جامعه و کیهان می‌پردازد. او همچنین نظریه‌ای مطرح می‌کند مبنی بر اینکه انتخاب گروهی، تغییرات تکاملی را از طریق پردازش اطلاعات جمعی هدایت می‌کند.
الکساندر فلور مفهوم مغز جهانی را با پیشرفت‌های کنونی در زمینه شبکه‌های دانش جهانی که توسط فناوری‌های نوین اطلاعاتی و ارتباطی شکل گرفته‌اند، مرتبط دانسته است. او همچنین ذهن جمعی را در زمینه جنبش‌های اجتماعی آسیا در کتاب خود با عنوان «عمل‌گرایی در ارتباطات توسعه» مورد بحث قرار داده است.
بازتعریف حکمت جمعی از دیدگاه دیو پولارد:
«بسیاری از مسائل شناختی، هماهنگی و همکاری، زمانی بهترین شکل حل را پیدا می‌کنند که از گروه‌هایی از افراد نسبتاً آگاه، بی‌طرف و درگیر با موضوع نظرخواهی شود (هرچه این گروه بزرگ‌تر باشد، بهتر است). پاسخ گروه تقریباً همیشه بسیار بهتر از پاسخ هر متخصصِ منفرد است – حتی بهتر از بهترین پاسخ میان متخصصان حاضر در همان گروه.»

## تعریف و پژوهش‌های معاصر
بهره‌گیری از حکمت جمعی انسان‌ها، به یکی از حوزه‌های پررونق و مورد توجه در پژوهش‌های معاصر و فناوری‌های نو تبدیل شده است. به‌کارگیری این مفهوم در روش‌شناسی‌هایی که با هدف استفاده از خرد جمعی طراحی شده‌اند، به آثار الکساندر کریستاکیس و گروه او نسبت داده می‌شود.
با توجه به اینکه چالش‌های امروزی جوامع بسیار پیچیده و چندلایه هستند، تنها راهکار مؤثر، توسعه فناوری‌هایی است که توانایی بهره‌برداری از هوش جمعی و حکمت جمعی افراد – یا حتی انبوه مردم – را داشته باشند.
نمونه‌هایی از نهادهایی که در این زمینه فعالیت می‌کنند عبارت‌اند از:
- موسسه آگوراهای قرن بیست و یکم که در سال ۲۰۰۲ توسط الکساندر کریستاکیس تأسیس شد،
- شبکه پژوهشی حکمت (Wisdom Research Network) در دانشگاه شیکاگو که از سال ۲۰۱۰ راه‌اندازی شده،[۵]
- و '''مرکز هوش جمعی دانشگاه MIT''' که در سال ۲۰۰۷ توسط توماس دبلیو. مالون بنیان‌گذاری گردیده است.

### ابتکار حکمت جمعی
ابتکار حکمت جمعی در سال ۲۰۰۰ با حمایت مؤسسه فتزر (Fetzer Institute) شکل گرفت تا مواد و منابع مرتبط با پژوهش، نظریه و کاربردهای حکمت جمعی را گردآوری کند. این پروژه همکاری میان فعالان و دانشگاهیان در حوزه‌هایی مانند کسب‌وکار، مراقبت‌های بهداشتی، سلامت روان، آموزش، عدالت کیفری و حل تعارض بود.
چند تن از اعضای مؤسس این ابتکار بعدها با هم کتابی با عنوان «قدرت حکمت جمعی» (The Power of Collective Wisdom) را تألیف کردند. در این کتاب شش رویکرد یا اصل که از قدرت حکمت جمعی پشتیبانی می‌کنند، معرفی شده‌اند:
- گوش دادن عمیق،
- تعلیق قطعیت،
- دیدن کل سیستم‌ها و جستجوی دیدگاه‌های متنوع،
- احترام به دیگران و تشخیص گروهی،
- پذیرش همه آنچه در جریان است،
- و اعتماد به فراتر از خود (transcendent).[۷]

دو دیدگاه متفاوت دربارهٔ حکمت جمعی مسیرهای بسیار متفاوتی را دنبال می‌کنند. دیدگاه اول معتقد است که تجمع افراد و اطلاعات می‌تواند به پیشرفت حکمت کمک کند، به این معنا که حکمت بر پایه انباشت داده‌ها و دانش ساخته می‌شود و نیازی به قضاوت یا ارزیابی دقیق نیست. برخی این باور را نقد کرده‌اند که اهمیت «ارزیابی تطبیقی» را نادیده می‌گیرد.
دیدگاه دوم استدلال می‌کند که حکمت تنها در حالت‌های ذهنی بازتابی و تأملی ممکن است، از جمله فراروانشناسی (متاکاگنیشن). به گفته آلن بریسکین، حکمت نیازمند تأمل سیستماتیک بر خود درونی و شرایط بیرونی نظم اجتماعی است. مارک بائرلاین نیز معتقد است که ارتباط بیش از حد و گسترده دانش، بیشتر باعث ممانعت از رشد فکری شده تا پیشرفت آن.